# 2016-os terrorcselekmények Németországban
2016 tavaszán és nyarán több terrorcselekményre is sor került Németország területén. Három támadó bizonyíthatón menedékkérőként érkezett a Német Szövetségi Köztársaságba, így sokan már az eseményekre adott hivatalos magyarázat előtt összefüggésbe hozhatták a támadásokat a 2015-ös migrációs válsággal, ugyanakkor a müncheni lövöldöző Németországban született, ám migrációs hátterű személy volt.
A terrorcselekmények megítéléséhez tartozik, hogy mind a rendvédelmi szervek, mind a politikai elit kommunikációjával kapcsolatban kételyek merültek fel.

## A támadások háttere
Az európai migrációs válsággal összefüggésben 2015 tavasza óta 1,1 millió, más becslések alapján másfél millió menedékkérő érkezett a Német Szövetségi Köztársaság területére.
A Szövetségi Statisztikai Hivatal (Statistisches Bundesamt) 2009-es adata alapján az országban tartózkodók 20%-a, azaz 16 milliónál több ember tekinthető együttesen bevándorlónak, részben bevándorlótól származó személynek, illetve külföldi állampolgárnak. 2010-ben a 18 évnél fiatalabb gyerekkel élő családok 29%-ban volt legalább az egyik szülő migráns hátterű vagy származású. Németország egy 2013-as ENSZ-jelentés szerint a világ harmadik leginkább migránsok lakta országa. Egy 2012-ből való hivatalos német statisztika szerint a 82 milliós lakosságból 65,5 millió a németek száma.
Ez a hatalmas embertömeg a németországi rendvédelmi szerveket, a terrorelhárítást és hírszerzést komoly próbatétel elé állítja. Az állampolgárok védelmét tovább nehezíti a „magányos farkas” típusú merénylők nem várt felbukkanása, mind a helyi lakosok bevándorlástól független radikalizálódása.
Mások megkérdőjelezik az újabb bevándorlási hullám szerepét, arra figyelmeztetnek, hogy terrortámadásokra hajlamos radikálisok évtizedek óta Németországban tartózkodhatnak. Az Amerikai Egyesült Államok ellen elkövetett 2001. szeptember 11-ei terrortámadások megtervezői és elkövetői közül többen Hamburgban élő arabok voltak.

## A támadások médiareprezentációja
Mind a németországi terrorcselekmények ismertetéséve és leírásával összefüggésben, mind a hírközlés gyorsaságával és naprakészségével szemben kritikák merültek fel.
A würzburgi támadás kapcsán például napokig vita tárgya volt, hogy az elkövető radikális iszlamista volt-e vagy sem, holott az általa készített videó egyértelművé tette a kérdést.
A 2016-os müncheni lövöldözés kapcsán a német média akkor is egy áldozatról írt, amikor amerikai és oroszországi televízióadók, a magyarországi közmédia és magyar internetes portálok is több halottról adtak hírt. Az elkövető(k) és az áldozatok számáról, illetve állampolgárságáról és nemzetiségéről a német média késéssel tájékoztatott.
A politikai elit reagálása is megosztotta a közvéleményt. Angela Merkel, Németország kancellárja csak egy nappal a müncheni terrortámadás után nyilatkozott.

## Támadások hely és időpont szerint

### Május 10.,Grafing bei München
2016 május 10-én egy 27 éves német állampolgár késsel támadt a S-Bahn München egyik állomásán várakozó utasokra. Halálos áldozat nem volt, a sajtó 4 súlyos sebesültről számolt be. A hatóságok a helyszínen elfogott elkövetőt Paul H.-ként azonosították. A bajor belügyminiszter szerint nem iszlamista támadásról van szó, de később kiderült, hogy a támadó az "Allahu akbar" és németül a "Hitetlenek vagytok" jelszavakat skandálta.

### Július 18.,Würzburg
A 2016-os würzburgi baltás támadás egy magát 17 éves afgánként leíró férfi által egy vonaton elkövetett ámokfutás volt Németországban, 2016. július 18-án. A férfi menedékkérőként érkezett Németországba 2015 június végén, mint később kiderült, Magyarországon keresztül.
Este negyed 10 tájékán rontott utastársaira egy baltával, szemtanúk beszámolói szerint Allah Akbar-kiáltással. 4 embert sebesített meg, egy hongkongi házaspárt és két gyermeküket. Közülük hárman súlyos sérüléseket szereztek. A vonatot Heidingsfeldnél megállították, az elkövető ekkor leszállt, megsebesített még egy embert, majd megpróbált elmenekülni. Még az előállítására kiküldött rendőröket is megtámadta, ezért lelőtték.
Az eset után a rendvédelmi erők egy kézzel készített Iszlám Állam-zászlót találtak a lakásán, de nem valószínű, hogy a terrorcsoport utasítására követte el a támadást.

### Július 22.,München
A 2016-os müncheni lövöldözés 2016. július 22-én (pénteken) történt a németországi München belvárosában, az Olympia bevásárlóközpontban. A lövöldözésnek tíz halálos áldozata van, beleértve a támadót is, aki öngyilkos lett. A lövöldözés halálos áldozatai között egy 2001-ben született magyar állampolgárságú személy is van.
A lövöldöző egy 18 éves iráni származású, németországi születésű, német–iráni kettős állampolgárságú férfi, aki egyik testvére szerint pszichés problémákkal küzdött.

### Július 24.,Ansbach
A 2016-os ansbachi merénylet 2016. július 24-én történt a bajorországi Ansbach városban. Egy 27 éves szíriai menedékkérő öngyilkos pokolgépes merényletet követett el, mert nem kapta meg a menekültstátuszt. A támadó az ansbachi zenei fesztiválon akart robbantani – ahol 2500-an vettek részt – azonban a bejáratnál nem tudott bemenni belépőjegy nélkül. Imigyen felrobbantotta magát a bejáratnál. 12 ember megsérült, 3-an súlyosan.

### December 19.,Berlin
A 2016-os berlini támadás közép-európai idő szerint 2016. december 19-én 20 óra 2 perckor bekövetkezett terrortámadás volt Berlinben.
Egy lengyel rendszámú (GDA 08 J5) kamion a berlini Budapester Straße irányából behajtott a német főváros egyik, a Breitscheidplatzon tartott karácsonyi vásárába, ezzel 11 embert megölt további 49-et megsebesített. A fekete színű Scania R 450 típusú kamion eredeti, lengyel sofőrjét a vezetőfülkében holtan találták, a férfival vélhetően a támadó végzett. Eszerint a lengyel kamionsofőrt az elkövető – a nyomozás eddigi adatai szerint a tunéziai Anis Amri – pisztolylövéssel és több kézszúrással megölte, majd a kamionnal a városi körülményekhez mérten nagy sebességgel behajtott a karácsonyi vásár járókelői és árusai közé. Az elkövető ezt követően elfutott a helyszínről a Tiergarten park irányába, és bár több szemtanú is üldözni próbálta, sikerült eltűnnie a szemük elől.
Az Iszlám Állam már a merényletet követő napokban magára vállalta a támadást.
A terrortámadás 12 halálos áldozata közül tizenegyen voltak a vásárban tartózkodó árusok vagy vásárlók; utóbbiak közül heten voltak németek, egy-egy fő pedig cseh, izraeli, olasz és ukrán állampolgár volt.
A tizenkettedik áldozat a kamion eredeti, lengyel állampolgárságú sofőrje, Łukasz Urban volt, akit a vezetőfülkében gyilkolt meg a támadás végrehajtója. Urban minden valószínűség szerint szembeszállt és keményen küzdött támadójával, aki végül késsel és pisztollyal végzett vele. A sérültek között biztosan volt amerikai, brit, finn, francia, libanoni és spanyol állampolgár is, egy könnyebb sérült pedig magyar volt.